# Euphorbia pseudofalcata
Euphorbia pseudofalcata är en törelväxtart som beskrevs av Emilio Chiovenda. Euphorbia pseudofalcata ingår i släktet törlar, och familjen törelväxter.
Artens utbredningsområde är Etiopien. Inga underarter finns listade i Catalogue of Life.